# Белецкий, Евгений Андрианович
Евге́ний Андриа́нович Беле́цкий (15 [28] ноября 1908, Седлец, Седлецкая губерния, Царство Польское, Российская империя — 15 декабря 1979, Ленинград, СССР) — советский альпинист, заслуженный мастер спорта СССР (1946), заслуженный тренер СССР (1961), бронзовый призёр чемпионата СССР по альпинизму (1955), высококвалифицированный токарь-лекальщик, автор книг и статей по альпинизму, географии и машиностроению, действительный член Географического общества СССР.
Во время Памирской экспедиции 1937 года участвовал в третьем в истории успешном восхождении на пик Ленина (7134 м), а также во втором в истории восхождении на высочайшую вершину СССР — пик Сталина (впоследствии — пик Коммунизма, а ныне — пик Исмоила Сомони, 7495 м), став первым альпинистом, покорившим два «семитысячника» в одном сезоне. До войны совершил ряд сложных восхождений в горах Кавказа.
Во время Великой Отечественной войны принимал участие в боевых действиях на Кавказе. В феврале 1943 года был в составе группы альпинистов, водрузившей советский флаг и удалившей штандарты с нацистской символикой с высочайшей точки Европы — западной вершины Эльбруса.
После войны совершил ряд первовосхождений на Памире. В 1956 году руководил экспедицией советских и китайских альпинистов, которая совершила восхождение на гору Музтаг-Ата (7546 м), расположенную в китайской части Памира. В 1958 году был назначен одним из руководителей советской части совместной советско-китайской гималайской экспедиции на Джомолунгму (Эверест), которую предполагалось осуществить в 1959 году, но участие советских альпинистов в этой экспедиции было отменено из-за обострения политической обстановки в Тибете.
В честь Евгения Белецкого была названа горная вершина в районе Заалайского хребта (пик Белецкого, 6071 м), а также один из притоков ледника Корженевского на Памире.

## Биография

### Ранние годы
Евгений Белецкий родился в 1908 году в Седлеце (ныне Седльце), в семье учителя русского языка Андриана Георгиевича Белецкого и Марии Васильевны Белецкой (урождённой Перлик). У Евгения было два брата (Юрий и Всеволод) и две сестры (Елена и Татьяна). После начала Первой мировой войны Андриан Георгиевич вместе с его гимназией был переведён во Владимир, а Мария Васильевна с четырьмя детьми (Татьяна тогда ещё не родилась) переехала в Ромны, а через некоторое время — в Гадяч.
К 1919 году вся семья перебралась в Дмитровку Черниговской губернии — родное село Андриана Георгиевича. В их доме жили многие родственники, как по отцовской, так и по материнской линии. Времена были тяжёлые — на Украине начался голод, случались эпидемии сыпного тифа. Тем не менее, в доме Белецких все жили дружно, поддерживали друг друга. До́ма организовали домашний оркестр и даже театр. С детства Евгений мог говорить не только на русском, украинском и польском языках, но также на французском и немецком (много лет спустя, когда ему было уже около 45 лет, на вечерних курсах он выучил английский язык).
В 13-летнем возрасте, работая в летнее время сторожем, Евгению удалось заработать немного денег, которые он отдал матери в семейный бюджет. Там же, в Дмитровке, он вступил в комсомол, став одним из первых комсомольцев села.

### До войны
В 1925 году, через год после окончания семилетней школы в Дмитровке, Евгений Белецкий уехал на заработки в Ленинград, где поступил в школу фабрично-заводского ученичества при заводе «Красный Путиловец» (бывший Путиловский завод, впоследствии — Кировский завод). В 1929 году Белецкий стал членом ВКП(б), а в 1930 году назначен редактором заводской газеты «Красный Путиловец», тираж которой в то время доходил до 23 тысяч экземпляров.
Альпинизмом Белецкий начал заниматься в начале 1930-х годов. В 1931 году с друзьями участвовал в горном походе через кавказский перевал Твибер, соединяющий Сванетию и Кабардино-Балкарию. С 1932 года занимался в горной секции Общества пролетарского туризма и экскурсий (ОПТЭ) под руководством Бориса Делоне, выезжал на Центральный и Западный Кавказ. В 1932 году в Домбае Белецкий совершил восхождение на гору Эрцог, а в августе 1933 года вместе с более опытным альпинистом Виктором Митниковым осуществил первовосхождение на вершину Тютюн-Баши на Центральном Кавказе, но на спуске Митников сорвался с гребня и погиб. В 1934 году Евгений Белецкий был инструктором 2-й альпиниады РККА и поднялся на восточную вершину Эльбруса. В 1935 году взошёл на Эльбрус зимой, а также был инструктором массового летнего восхождения на Эльбрус. В том же сезоне он совершил технически сложное восхождение на Северную Ушбу.

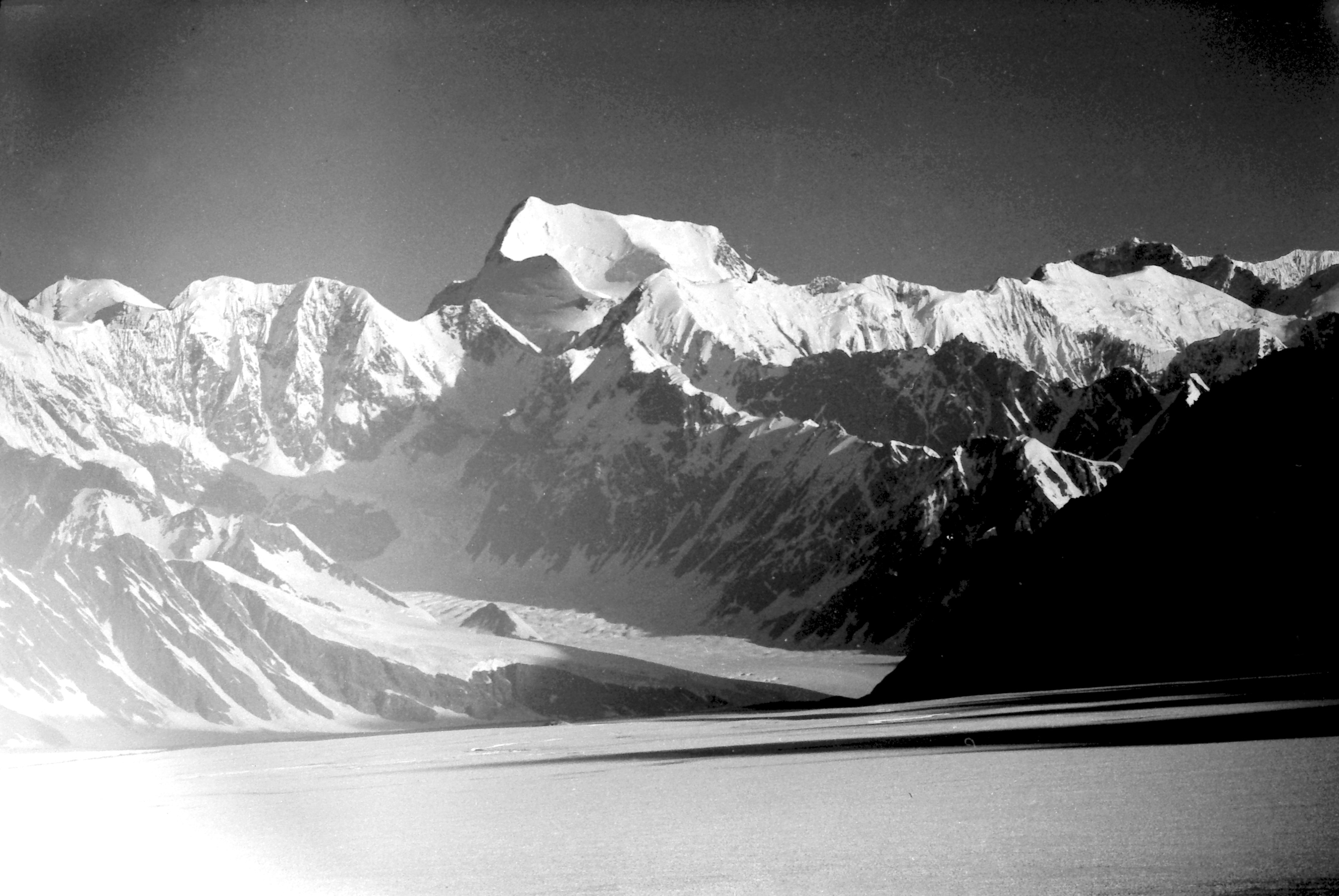
Пик Коммунизма (снимок 1982 года)

В 1936 году Евгений Белецкий вместе с Иваном Фёдоровым совершил первовосхождение на пик Дзержинского (6713 м), расположенный на Памире, в районе пика Ленина. В том же году Белецкий был в составе альпинистской группы, исследовавшей район ледника Фортамбек для изучения возможных путей восхождения на пик Сталина (7495 м) — высочайшую вершину СССР (впоследствии — пик Коммунизма, а ныне — пик Исмоила Сомони). Кроме Белецкого, в состав группы входили П. Н. Альгамбров, Николай Гусак, Данил Гущин, Александр (Алёша) Джапаридзе и Иван Фёдоров.
В 1937 году Евгений Белецкий был на Памире в составе крупной экспедиции, посвящённой 20-летию Октябрьской революции. Сначала он участвовал в третьем в истории успешном восхождении на пик Ленина (7134 м). Руководителем группы был Лев Бархаш, а в её состав, кроме Белецкого, входили Станислав Ганецкий, В. Мартынов, Григорий Розенцвейг, Арий Поляков, Б. Искин и П. Альгамбров. После этого Белецкий присоединился к группе альпинистов, которой было совершено второе в истории восхождение на пик Сталина (7495 м). Группой руководил Олег Аристов, а в её состав, кроме Белецкого, входили Николай Гусак, Виктор Киркоров и Иван Федорков. На высоте около 7450 м Олег Аристов, поскользнувшись, сорвался с гребня и погиб, пролетев около 700 м. Остальные участники группы, не имея возможности спуститься к его телу, дошли до вершины. По итогам этих двух восхождений Белецкий стал первым альпинистом, покорившим два «семитысячника» в одном сезоне.

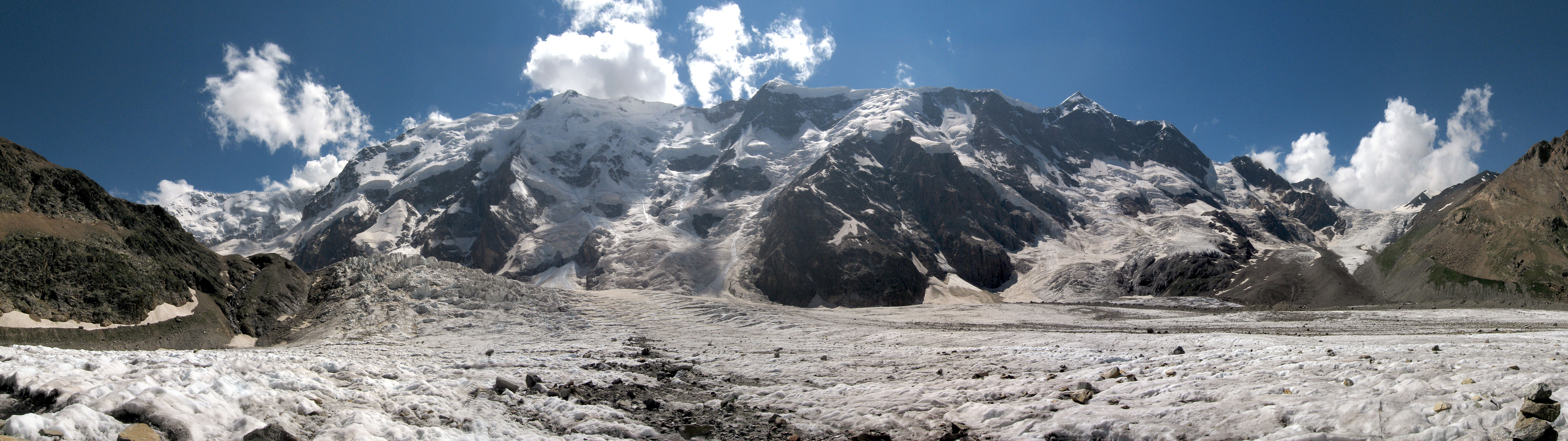
Безенгийская стена и Безенгийский ледник

В 1938 году Белецкий руководил Центральной школой инструкторов альпинизма, расположенной в ущелье Адылсу на Кавказе. В том же году он был руководителем группы альпинистов, которая совершила рекордное по тем временам достижение — траверс Безенгийской стены с востока на запад (кроме Белецкого, в состав группы входили Иван Леонов, Данил Гущин и Абрам Бердичевский). В условиях суровой непогоды этот траверс занял 18 дней, существенно превысив максимальный предельный срок в 10 дней, который они сообщили местной спасательной службе перед выходом на маршрут. На двенадцатый день участников группы увидел лётчик с поискового самолёта, но всё равно на ноги был поднят спасательный отряд из альпинистов, которые находились у подножия стены. Несмотря на то, что группа завершила этот рекордный траверс самостоятельно, её руководитель Белецкий получил выговор от альпинистского начальства, был дисквалифицирован и лишён звания мастера спорта СССР.
В 1939 году Евгений Белецкий был арестован в связи с «делом Н. В. Крыленко», провёл три месяца в предварительном заключении в изоляторе НКВД. После ареста Н. И. Ежова Белецкий был выпущен на свободу. В начале 1940 года вместе с отрядом добровольцев-лыжников он принимал участие в Советско-финской войне, был награждён медалью «За отвагу».
Вскоре после этого Белецкий получил письмо из президиума Центральной секции альпинизма с информацией о своей «реабилитации»: его дело, связанное с траверсом Безенгийской стены, было пересмотрено, и ему были возвращены звания мастера спорта СССР и старшего инструктора альпинизма. Летом 1940 года он опять поехал на Кавказ, где руководил Центральной школой инструкторов альпинизма ВЦСПС. После этого с группой альпинистов он осуществил успешный траверс обеих (северной и южной) вершин Ушбы. Включая Белецкого, группа состояла из 12 человек — это был рекорд по массовости для восхождения такого типа. Когда Евгений Белецкий возвратился в Ленинград, он узнал, что в Домбае при восхождении на гору Белалакая погиб его старший брат Юрий, который также занимался альпинизмом.

### Во время войны
Летний сезон 1941 года Евгений Белецкий собирался провести на Центральном Кавказе, в районе Безенгийской стены, где он вместе с группой альпинистов планировал осуществить восхождения на Дыхтау и Шхару. Но эти планы были нарушены военным комиссариатом, который откомандировал Белецкого в Приэльбрусье, в посёлок Терскол. Туда же был направлен ряд других ведущих альпинистов страны. Это было связано с распоряжением Генерального штаба РККА обучить группу молодых офицеров основам альпинистского дела, для чего были организованы полуторамесячные курсы, занятия в которых начались 15 июня. Однако через неделю, 22 июня, началась Великая Отечественная война, и начальник курсов генерал-майор Алексей Тарасов (которому приписывается оказавшаяся не вполне дальновидной фраза «На Эльбрусах нам не воевать!») принял решение отправить курсантов в их воинские части, а инструкторов — в распоряжение военкоматов по месту их приписки.
Возвратившись в Ленинград, Белецкий с другими альпинистами из этого города явился в местный военкомат. Там они были включены в состав 1-й горнострелковой бригады, которая должна была отправиться на Кольский полуостров. В то время как они ожидали отправления, за Белецким приехала машина с Кировского завода. Шофёр предъявил бумагу с печатью, из которой следовало, что «токарь Белецкий бронируется для выполнения спецзадания командования Ленинградского военного округа» — это означало, что ему необходимо возвращаться на завод. Через некоторое время Белецкий ещё раз попытался уйти на фронт, на этот раз в особый лыжный отряд Балтийского флота, но его опять вернули на завод, который к тому времени переключился на производство танков, так что опытные рабочие были очень нужны.
В ноябре 1941 года часть оборудования Кировского завода была переправлена в Челябинск, туда же на самолёте вместе с другими специалистами прилетел Белецкий. Там было налажено производство танков КВ, приходилось работать по 10—16 часов в день, а иногда и целые сутки. Белецкий был избран парторгом инструментального цеха, и он часто ночевал на заводе в комнате партийного бюро.

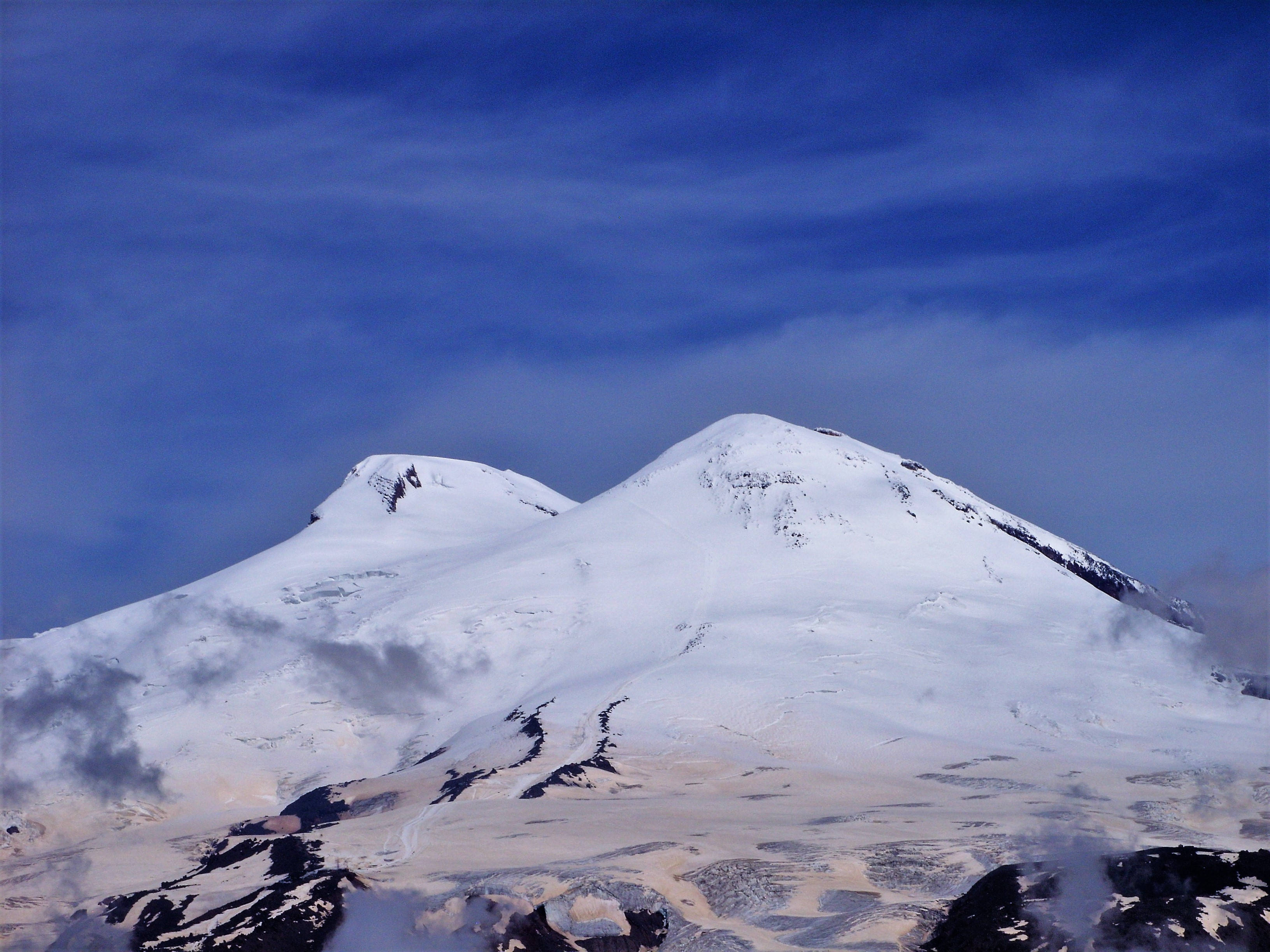
Западная (слева) и восточная (справа) вершины Эльбруса

Когда в 1942 году немецко-фашистские войска вышли к кавказским перевалам, Ставка Верховного Главнокомандования наметила ряд мер по обороне линии Главного Кавказского хребта, которые, в частности, включали в себя привлечение опытных альпинистов-инструкторов. Будучи по делам завода в Москве, Белецкий напомнил о себе, и через некоторое время в Челябинск пришла директива «Е. А. Белецкого срочно направить в распоряжение войск НКВД». Таким образом, с 1942 года Белецкий начал свою службу в Отдельной мотострелковой бригаде особого назначения. Затем он был направлен на Кавказ, в Тбилиси, где занимался подготовкой отрядов горных стрелков, а также работал преподавателем Школы военного альпинизма и горнолыжного дела (ШВАГЛД) Закавказского фронта.
В феврале 1943 года Евгений Белецкий был в составе группы альпинистов под руководством Николая Гусака, которая сняла нацистские штандарты с высшей точки Европы — западной вершины Эльбруса — и установила там советский флаг. Группа мастеров спорта по альпинизму, в которую также входили Александр Сидоренко, Габриэль Хергиани, Бекну Хергиани и Евгений Смирнов, вышла 13 февраля от «Приюта одиннадцати», расположенного на высоте 4130 м на юго-восточном склоне Эльбруса, и в тот же день достигла его западной вершины. На вершине альпинисты действительно нашли обрывки нацистских штандартов, удалив которые, они установили советский флаг, а также оставили записку об успешном восхождении и выполнении задания. 17 февраля другая группа альпинистов, которой руководил Александр Гусев, сняла нацистские флаги с восточной вершины Эльбруса. По результатам этой операции политрук группы Евгений Белецкий (вместе с другими альпинистами) был награждён Орденом Красной Звезды. Он был назначен старшим инструктором горной подготовки 402-й стрелковой дивизии.
В июне 1944 года часть инструкторов-альпинистов была направлена на 2-й Украинский фронт. В Бельцах, где располагался штаб фронта, Белецкий встретил своих старых друзей-альпинистов Якова Аркина, Александра Сидоренко, Юрия Губанова и Евгения Колокольникова. После этого в составе 235-го гвардейского стрелкового полка Белецкий воевал в Румынии, Венгрии, Чехословакии и Австрии, участвовал в освобождении Будапешта, Вены и Праги. Командовал противотанковой ротой, имел звание старшего лейтенанта. После победы над Германией Белецкий был переброшен на Дальний Восток, где продолжалась война с Японией.

### После войны
В декабре 1945 года Евгений Белецкий демобилизовался из армии и возвратился в Ленинград, чтобы продолжить свою работу на Кировском заводе. В марте 1946 года ему было присвоено звание заслуженного мастера спорта СССР «за выдающиеся спортивные достижения и многолетнюю общественную и спортивную деятельность».
Летом и осенью 1946 года два Евгения — Белецкий и Абалаков — были руководителями альпинистской экспедиции на Юго-Западном Памире, во время которой были совершены первовосхождения на высшую точку Рушанского хребта — пик Патхор (6080 м) и на высшую точку Шахдаринского хребта — пик Карла Маркса (6726 м). Вершины пика Карла Маркса, кроме Белецкого и Абалакова, достигли ещё пять участников экспедиции — Анатолий Багров, Евгений Иванов, П. Семёнов, Александр Сидоренко и Алексей Угаров. Экспедиция имела и научное значение — результатом её работы было составление схем хребтов и ледников малоизученных районов. После окончания экспедиции Белецкий доложил о её результатах на заседании Географического общества СССР, которое проходило в Ленинграде. Его доклад «По Юго-Западному Памиру» был впоследствии опубликован в «Известиях Всесоюзного Географического общества».
Вскоре после того как Евгений Белецкий возвратился из экспедиции по Юго-Западному Памиру, он женился на Елене Гусенок, которая работала техником измерительной лаборатории Кировского завода. В начале 1948 года у них родилась дочь, которую они назвали Ириной, а в декабре 1958 года — сын Владимир.
Профессор Яков Эдельштейн, назначенный председателем создаваемой в то время комиссии высокогорных исследований Географического общества СССР, предложил Белецкому принять участие в её работе, которая, в частности, была направлена на «устранение разрыва между ведомственными научными исследованиями горных областей и альпинистскими экспедициями в эти районы». Белецкий активно включился в работу этой комиссии. Разделяя мнение о том, что альпинистские экспедиции должны осуществлять свой вклад в науку, Белецкий делал доклады на заседаниях общества и публиковался в его трудах. Через некоторое время он был избран действительным членом Географического общества СССР.

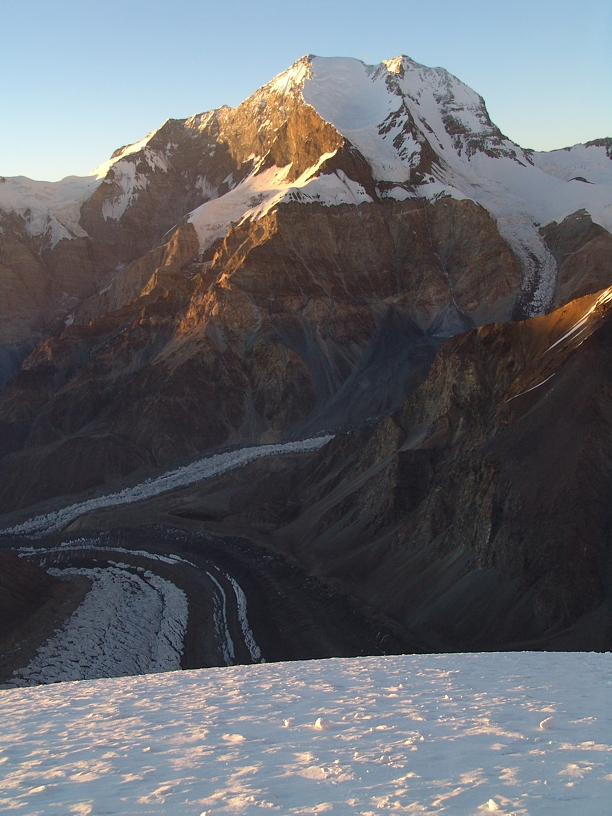
Пик Корженевской с юга

В дополнение к этому, Евгений Белецкий работал над книгой «Пик Сталина», в которой он описывал не только покорение самой высокой вершины СССР, но и историю исследования Памира в целом. Эта книга была опубликована в 1951 году. В этот период Белецкий также принимал активное участие в деятельности Федерации альпинизма Ленинграда. В летние месяцы он работал тренером в альплагере «Химик» на Кавказе, а в 1952 и 1953 годах был руководителем Всесоюзных сборов по подготовке младших инструкторов альпинизма.
В июле-августе 1953 года Евгений Белецкий руководил Памирской экспедицией ВЦСПС, целью которой было восхождение на пик Корженевской (7105 м) — единственный остававшийся к тому времени непокорённым семитысячник на территории Советского Союза и четвёртую по высоте вершину в СССР. Однако из-за болезни он не смог принять участие в заключительной фазе восхождения — на высоте около шести тысяч метров у него развилась пневмония, и его пришлось транспортировать в нижний лагерь. Руководителем штурмовой группы был назначен ленинградский альпинист Алексей Угаров, и 22 августа 1953 года группе из восьми человек удалось впервые в истории покорить главную вершину пика Корженевской.
В 1955 году по соглашению между Всекитайской федерацией профсоюзов и ВЦСПС были организованы совместные летние сборы альпинистов, руководителем которых с советской стороны был назначен Белецкий. Сначала был проведён тренировочный цикл на Кавказе, который завершился восхождением на западную вершину Эльбруса, а затем альпинисты перелетели на Памир, где планировалось совместное восхождение на пик Октябрьский (6780 м), расположенный у места соединения хребта Зулумарт с Заалайским хребтом. 15 августа 1955 года 14 советских и 4 китайских альпиниста достигли вершины пика Октябрьский, после чего, как было заранее запланировано, группа разделилась: 11 альпинистов (семь советских и четыре китайских) под руководством Белецкого спустились вниз, а группа из семи альпинистов под руководством Кирилла Кузьмина продолжила траверс Заалайского хребта до пика Ленина. По результатам сезона 1955 года эти восхождения завоевали бронзовые медали чемпионата СССР по альпинизму: группы Белецкого — в классе высотных восхождений, а группы Кузьмина — в классе траверсов.
Когда обе группы, закончив свои восхождения, были уже готовы уезжать из базового лагеря в Ош, пришла радиограмма с просьбой к советским участникам экспедиции срочно вылететь на Тянь-Шань для поисков членов альпинистской команды Казахстана, которые без вести пропали при восхождении на пик Победы (7439 м). Команда под руководством Белецкого перелетела из Оша в Алма-Ату и 5 сентября достигла верховьев ледника Иныльчек. К тому времени было уже известно, что из 12 членов казахстанской команды в живых остался лишь один. В ходе спасательных работ отряд под руководством Кирилла Кузьмина обнаружил на восточном гребне пика Победы тела двух замёрзших альпинистов и следы других, сорвавшихся вниз. Белецкий позже написал, что «это была страшная расплата за попытку штурмовать грозный семитысячник с ходу, без должной подготовки и акклиматизационных походов».
В январе-феврале 1956 года в Москве проводилась конференция, посвящённая вопросам развития высотного альпинизма. Доклад Белецкого — «Обзор состояния советского высотного альпинизма и тактика высотных восхождений» — был на этой конференции первым. В марте 1956 года по приглашению Английского альпинистского клуба Белецкий посетил Великобританию, где выступил с докладами, а также был на приёме у королевы. В 1957 году он был опять приглашён Английским альпинистским клубом, на этот раз на празднование столетия клуба, но поездку пришлось отменить из-за нелётной погоды.

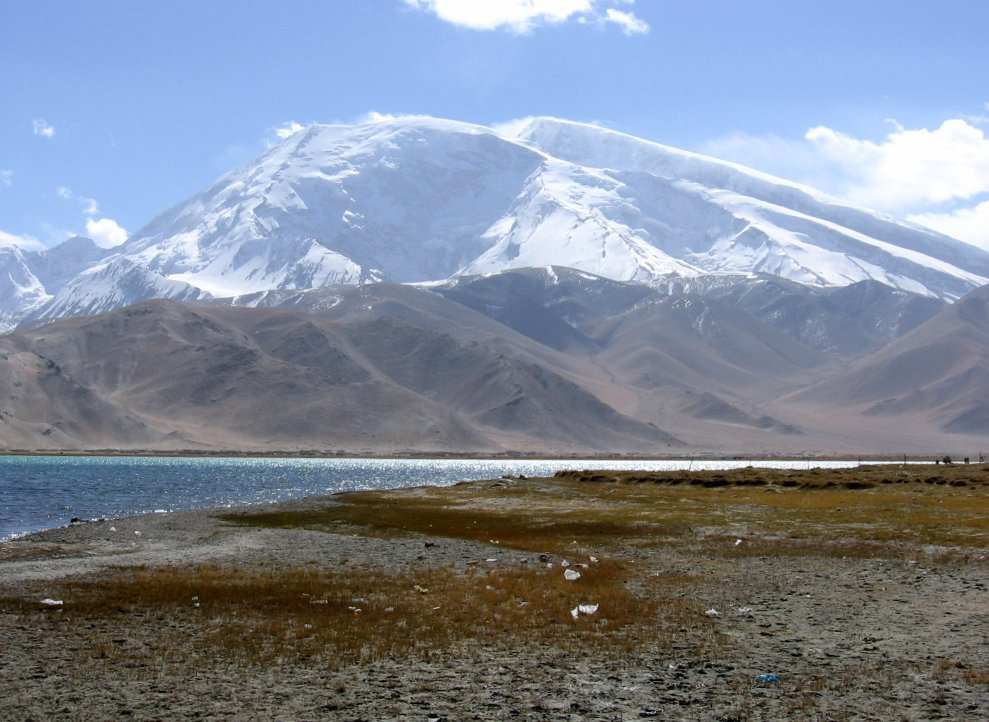
Гора Музтаг-Ата

Летом 1956 года Евгений Белецкий и Кирилл Кузьмин руководили советско-китайской альпинистской экспедицией, которая проходила в районе Кашгарского хребта, расположенного в китайской части Памира. Основной целью этой экспедиции было первовосхожение на пик Музтаг-Ата (7546 м). Альпинисты совершили ряд подготовительных акклиматизационных выходов, на пути к вершине было установлено пять промежуточных лагерей, последний из которых — на высоте около 7200 м. Наконец, 31 июля 1956 года 31 восходитель во главе с Белецким и Кузьминым (19 советских и 12 китайских участников) достигают вершины — это было рекордом не только по массовости, но и по абсолютной высоте, на которой когда-либо бывали советские и китайские альпинисты. Через несколько дней в рамках той же экспедиции группе из восьми человек под руководством Кирилла Кузьмина (6 советских и 2 китайских альпиниста) удалось покорить ещё один семитысячник — пик Конгортюбе (7595 м), в то время как другая группа альпинистов (включая Белецкого) проводила исследования близлежащих ледников.
В 1958 году Белецкий был назначен одним из руководителей советской части совместной советско-китайской гималайской экспедиции на Джомолунгму (Эверест), которую предполагалось осуществить в 1959 году. В конце 1958 года Евгений Белецкий, Лев Филимонов и Анатолий Ковырков вместе с китайскими альпинистами принимали участие в разведке и планировании маршрута будущей экспедиции, исследовали верховья ледника Ронгбук и пути подъёма на перевал Чангла (7007 м). Участники разведки обсудили оптимальный путь подъёма, расположение промежуточных лагерей и другие вопросы. В конце 1958 и начале 1959 года проводился отбор участников будущей экспедиции, подготовка шла полным ходом. Однако в марте 1959 года было получено сообщение об отмене участия советских альпинистов в будущей экспедиции. Причины этого решения не сообщались, но, как потом выяснилось, главным образом это произошло из-за обострения политической обстановки в Тибете.
30 января 1962 года на пленуме Федерации альпинизма СССР заслуженным мастерам спорта К. К. Кузьмину, Е. А. Белецкому, Л. Н. Филимонову и мастеру спорта А. Ковыркову, принимавшим участие в подготовительных мероприятиях к гималайской экспедиции, были вручены присланные китайским Комитетом физкультуры и спорта золотые медали «За победу над Джомолунгмой», а также памятные фотоальбомы, в которых запечатлены все этапы восхождения китайских альпинистов на высочайшую вершину мира.
В 1961 году Евгению Белецкому было присвоено звание заслуженного тренера СССР. В 1962—1972 годах он работал начальником учебной части альплагерей «Красная звезда», «Алибек» и «Цей», а также был руководителем школы инструкторов альпинизма. В 1970-х годах руководил несколькими тренировочными сборами на Памире и Кавказе.
Евгений Белецкий скончался 15 декабря 1979 года в Ленинграде. Похоронен на Красненьком кладбище.

## Спортивные достижения

### Восхождения на семитысячники
- 1937 год — пик Ленина (7134 м), в группе под руководством Льва Бархаша, в которую также входили Станислав Ганецкий, В. Мартынов, Григорий Розенцвейг, Арий Поляков, Б. Искин и П. Альгамбров[20].
- 1937 год — пик Сталина (пик Коммунизма, ныне пик Исмоила Сомони, 7495 м), в группе под руководством Олега Аристова, в которую также входили Николай Гусак, Виктор Киркоров и Иван Федорков (Аристов погиб, не дойдя до вершины)[21].
- 1956 год — Музтаг-Ата (7546 м, Китай), руководитель группы из 19 советских и 12 китайских альпинистов[52].

### Чемпионаты СССР по альпинизму
- 1955 год —  3-е место (высотный класс), восхождение на пик Октябрьский (6780 м), руководитель команды ВЦСПС, в которую входили Анатолий Иванов, Рэм Андреев, Д. Клышко, Михаил Шилкин, Аркадий Шкрабкин и Борис Шляпцев[42].

## Награды
- орден Трудового Красного Знамени (27.04.1957) — «за успехи, достигнутые в деле развития массового физкультурного движения в стране, повышения мастерства советских спортсменов, и успешное выступление на международных соревнованиях»[54]
- орден Красной Звезды (20.03.1943)
- медаль «За отвагу» (29.04.1940)
- медаль «За победу над Германией в Великой Отечественной войне 1941—1945 гг.» (09.05.1945)

## Память
- Именем Белецкого назван один из притоков ледника Корженевского на Памире[10].
- Его именем также назван пик Белецкого (6071 м) в районе Заалайского хребта[11].
- В 2008 году Федерация альпинизма Санкт-Петербурга учредила медаль имени Е. А. Белецкого, которая вручается «за выдающийся вклад в развитие альпинизма»[2][55].

### Книги по альпинизму
- Е. А. Белецкий, Г. Сожин. Лагерь в горах. — М. : Молодая гвардия, 1935.
- Е. А. Белецкий. Пик Сталина. — М.: Географгиз, 1951.
- Е. А. Белецкий. Пик Ленина. — 1-е изд. — М. : ГИГЛ, 1958. — (2-е изд. — М. : Мысль, 1970).

### Книги по машиностроению
- Е. А. Белецкий,  К. С. Харченко. Современные методы механизации лекального производства. — М. : Машгиз, 1949.
- Е. А. Белецкий, К. С. Харченко. Оптические профилешлифовальные станки. — М. : Машгиз, 1951.

### Статьи
- Е. А. Белецкий. По Юго-Западному Памиру // Известия Географического общества СССР. — 1949. — Т. 81, № 1.
- Е. А. Белецкий. Восхождение на пик Дзержинского // К вершинам Советской земли. — М.: Географгиз, 1949.
- Е. А. Белецкий, А. С. Угаров. На пик Евгении Корженевской. — Побеждённые вершины 1954. — М. : ГИГЛ, 1957.
- Е. А. Белецкий. В горах Западного Китая. — Труды Географического общества СССР. — 1958.
- Е. А. Белецкий, К. К. Кузьмин. В горах Кашгара. — Побеждённые вершины 1954—1957. — М. : ГИГЛ, 1959.
- Е. А. Белецкий. 395 дней на Эльбрусе.

## Комментарии
1. ↑  По данным альпинистского клуба «Санкт-Петербург», 28 ноября — согласно этой дате отмечалось 100-летие Е. А. Белецкого в 2008 году[1][2]. Согласно книге Л. М. Замятина «Пик Белецкого», 20 ноября[3].
2. ↑  В составе группы Александра Гусева были Георгий Одноблюдов, Борис Грачёв, Виктор Кухтин, Николай Моренец, Андрей Грязнов, Анатолий Багров, Николай Персианинов, Любовь Коротаева, Георгий Сулаквелидзе, Алексей Немчинов, Леонид Кельс, Никита Петросов и Владислав Лубенец[7].
3. ↑  Из указа о награждении Е. А. Белецкого орденом «Красная Звезда»: «В феврале 1943 г., выполняя задание командования Закавказским фронтом, ст. лейтенант Белецкий Евгений Андрианович участвовал в штурме западной вершины Эльбруса. Преодолевая минные поля и заграждения в условиях низкой температуры, разреженного воздуха и штормовой погоды тов. Белецкий поднялся на высоту 5633 метра и своим личным участием обеспечил снятие фашистских флагов и установление на высочайшей точке Европы государственного флага СССР.»[31]
4. ↑  В состав группы Алексея Угарова входили Александр Гожев, Борис Дмитриев, Анатолий Ковырков, Леонид Красавин, Эргалий Рыспаев, Ростислав Селиджанов и Пётр Скоробогатов[42].
5. ↑  В группе Евгения Белецкого были Анатолий Иванов, Рэм Андреев, Д. Клышко, Михаил Шилкин, Аркадий Шкрабкин и Борис Шляпцев, а также китайские альпинисты Чжоу Чжен, Сюй Дин, Ши Сю и Ян Деюань. В группу Кирилла Кузьмина входили Алексей Угаров, Евгений Иванов, Александр Гожев, Борис Дмитриев, Анатолий Ковырков и Пётр Скоробогатов[44].
6. ↑  Кроме Евгения Белецкого и Кирилла Кузьмина, на Музтаг-Ату взошли Евгений Иванов, Варис Рахимов, Александр Гожев, Александр Сидоренко, Анатолий Ковырков, Пётр Скоробогатов, Виктор Потапов, Исаак Грек, Анатолий Севастьянов, Р. Г. Потапчук, Иван Богачёв, Валентин Ковалёв, Павел Шумихин, Борис Рукодельников, Юрий Черносливин, Геннадий Сеначёв, В. Д. Дмитриев, а также китайские альпинисты Ши Джен-чунь, Ху Бэмин, Чен Жунчан, Пэн Шули, Сюй Дин, Лю Дай, Чен Дэто, Лю Ляньман, Пэн Джуму, Ши Сю, Го Дэчунь и Вун Кинчжен[50].
7. ↑  На Конгортюбе (Конгуртюбе-таг) взошли Кирилл Кузьмин, Виктор Сибиряков, Варис Рахимов, Виктор Потапов, Евгений Иванов, Борис Рукодельников, а также китайские альпинисты Чен Жун-чан и Пэн Джу-му.